# Eremoleon
Eremoleon é um género de formiga-leão pertencente à família Myrmeleontidae. As espécies deste género podem ser encontradas desde o sul dos Estados Unidos até à América Central.

## Espécies
Este género inclui as seguintes 36 espécies:
- Eremoleon adonis Miller & Stange, 2016
- Eremoleon anomalus (Rambur, 1842)
- Eremoleon attenuatus Miller & Stange, 2016
- Eremoleon capitatus (Navás, 1913)
- Eremoleon cerverai (Navás, 1921)
- Eremoleon cerverinus (Navás, 1921)
- Eremoleon dodsoni Miller & Stange, 2016
- Eremoleon dunklei Stange, 1999
- Eremoleon durangoensis Miller & Stange, 2016
- Eremoleon femoralis (Banks, 1942)
- Eremoleon genini (Navás, 1924)
- Eremoleon gracilis Adams, 1957
- Eremoleon impluviatus (Gerstaecker, 1894)
- Eremoleon inca Miller & Stange, 2016
- Eremoleon insipidus Adams, 1957
- Eremoleon jacumba Miller & Stange, 2016
- Eremoleon jamaica Miller & Stange, 2016
- Eremoleon longior Banks, 1938
- Eremoleon macer (Hagen, 1861)
- Eremoleon monagas Miller & Stange, 2016
- Eremoleon morazani Miller & Stange, 2016
- Eremoleon nigribasis Banks, 1920
- Eremoleon ornatipennis (Alayo, 1968)
- Eremoleon pallens Banks, 1941
- Eremoleon petersensi (Banks, 1922)
- Eremoleon petrophila Miller & Stange, 2011
- Eremoleon phasma Miller & Stange, 2011
- Eremoleon pulcher (Esben-Petersen, 1933)
- Eremoleon punctipennis (Banks, 1910)
- Eremoleon pygmaeus Miller & Stange, 2016
- Eremoleon samne Miller & Stange, 2016
- Eremoleon tanya Miller & Stange, 2016
- Eremoleon tepuyiensis Miller & Stange, 2016
- Eremoleon triguttatus (Navás, 1914)
- Eremoleon venezolanus Miller & Stange, 2016
- Eremoleon vitreus (Navás, 1914)